# İscehisar
İscehisar es un distrito y una ciudad de la provincia de Afyonkarahisar en la región Egea de Turquía, en la carretera entre la ciudad de Afyon y Ankara. 

## Economía
La provincia de Afyonkarahisar tiene fama por la calidad de sus mármoles, la mayor parte del cual sale de las canteras del distrito de İscehisar.